# Árabe barequí
El árabe barequí (en árabe لهجة بارقية) es una variedad dialectal de árabe hablada en Bareq, Arabia Saudí. Se habla en muchas ciudades y aldeas en ese Uadi.

## Características
El árabe barequí tiene muchos aspectos que lo diferencian de todos los otros dialectos en el mundo árabe. Fonéticamente, el árabe barequí es similar a la mayoría de dialectos yemeníes e idioma himyarítico. Todos los dialectos del barequí también comparten la característica inusual de substituir el artículo definido al- con el prefijo am-. Los dialectos de muchas ciudades y aldeas en el wadi y la región costera se caracterizan por haber cambiado ج (/dʒ/) a la aproximante palatal ي [j] (/dʒ/ yodización).